# الخراب (حجة)
الخراب هي إحدى قرى الجمهورية اليمنية. وهي تتبع جغرافيًا لمحافظة حجة. وإداريًا لمديرية كشر. يبلغ تعداد سكانها 1798 نسمة حسب الإحصاء الذي جرى عام 2004.